# Piper coruscans
Piper coruscans är en pepparväxtart som beskrevs av Carl Sigismund Kunth. Piper coruscans ingår i släktet Piper och familjen pepparväxter. Inga underarter finns listade i Catalogue of Life.